# Гімназія № 154 (Київ)
Гімназія №154 м. Києва - навчальний заклад для учнів 1-11 класів, який знаходиться у Святошинському районі м. Києва.

## Історія гімназії
У 1936 році за адресою Брест - Литовське шосе, 14-А (нині це ріг вулиці Мрії та проспекту Берестейського) було організовано неповну середню школу №154 з російською мовою навчання. 1 вересня 1939 року школа відкрилася у новозбудованому приміщенні за адресою проспект Берестейський, 86. З 1948 року школа № 154 знаходиться за адресою проспект Берестейський, 63.
З 1954 року школою почав опікуватись верстатобудівний завод. Учні здійснювали політехнічне навчання в цехах заводу.
В 1968 році до існуючої будівлі було прибудовано цегляне приміщення, облаштоване спортивним залом, бібліотекою, кабінетами фізики, біології.
У 1991 році школа змінила статус з російськомовної на школу з українською мовою навчання. 
У 2004 році загальноосвітню середню школу реорганізовано в Київську гімназію №154.
Навесні 2012 року в будівлі школи сталася пожежа. Коридор третього поверху було знищено, перший та другий поверхи істотно постраждали під час гасіння пожежі водою.     З 16 квітня і до завершення 2011-2012 н.р. учні гімназії навчалися в школах №203 та 215 Святошинського району. До початку нового навчального року будівлю було відновлено.  

## Відомі випускники
- Суркіс Григорій Михайлович - Президент Федерації футболу України з 2000 до 2012 року, з 24 травня 2013 року — віце-президент УЄФА.
- Шепель Анатолій Миколайович, Онищенко Володимир Іванович - відомі українські футболісти клубу «Динамо» (Київ)
- Білик Ірина - випускниця початкової школи, українська співачка
- Ощепков Олексій Вікторович, Недоводієв Микита Олександрович, Бобкін Олексій Олегович - військові, що загинули захищаючи Україну під час російсько-української війни.